# بنی حسن
بنی حسن (انگلیسی: Beni Hasan)، آرامگاهی باستانی که در ۲۰ کیلومتری جنوب المنیا امروزی که درگذشته بخشی از مصر میانی و حدفاصل اسیوط و منف قرار گرفته است. ای آرامگاه در دوره پادشاهی میانه مصر مورد استفاده قرار می‌گرفته است. هرچند مقبره‌هایی از پادشاهی کهن نیز در این آرمگاه یافته شده است. در جنوب این آرامگاه نیز معبدی توسط حتشپسوت و تحوتموس سوم برای پکهت، از خدایان محلی مصر، ساخته شده است که در منابع یونانی با نام غار آرتمیس نیز شناخته می‌شود.